# Eulogy
Eulogy (Enredos de familia, en español) es una película de comedia estrenada en 2004. Dirigida por Michael Clancy, está protagonizada por Hank Azaria, Zooey Deschanel, Famke Janssen, Kelly Preston, Ray Romano y Debra Winger.

## Sinopsis
Eulogy es una comedia negra que narra la historia de tres generaciones de una misma familia que se reúnen con motivo del funeral del patriarca, lo que sirve de ocasión para que salgan a flote una serie de secretos familiares y relaciones encubiertas.

## Reparto
- Zooey Deschanel como Kate Collins (la nieta)
- Hank Azaria como Daniel Collins (el papá)
- Famke Janssen como Judy Arnolds (la novia de la tía Lucy)
- Piper Laurie como Charlotte Collins (la abuela)
- Paget Brewster como la tía Lily Collins
- Jesse Bradford como Ryan Carmichael
- Glenne Headly como Samantha
- Kelly Preston como Lucy Collins(la tía)
- Ray Romano como (el tío) Skip Collins
- Rip Torn como Edmund Collins (El abuelo)
- Debra Winger como Alice Collins
- Curtis Garcia Fred Collins como (gemelo)
- Keith Garcia Ted Collins como (gemelo)
- Allisyn Ashley Arm como hija de Alice
- Matthew Feder como hijo de Alice
- Jordan Moen como hija de Alice